# Tôkyô zankoku keisatsu
Tokyo Gore Police (東京残酷警察, Tōkyō Zankoku Keisatsu) és una pel·lícula japonesa de 2008 d'acció splatter co- escrita, editada i dirigida per Yoshihiro Nishimura i protagonitzada per Eihi Shiina com a Ruka, una policia venjativa.
Tokyo Gore Police es va estrenar a diversos festivals de cinema a Amèrica del Nord. Va rebre crítiques generalment positives, assenyalant que està a l'altura del seu títol en ser cruenta, perversa i estranya.

## Trama
La pel·lícula està ambientada en un futur proper Japó. Un científic boig conegut com l'"Home clau" (Itsuji Itao) ha creat un virus que muta els humans en criatures monstruoses anomenades "Enginyers" que broten armes estranyes de qualsevol ferida. La força de policia de Tòquio s'ha privatitzat per fer front a aquesta nova amenaça dels enginyers, de manera que es crea un equip especial d'oficials anomenat "caçadors d'enginyers" per fer-hi front. Els Caçadors d'Enginyers són una força privada quasi-militar que utilitza la violència, el sadisme i les execucions al carrer per mantenir la llei i l'ordre.
Ajudant a la força policial hi ha en Ruka (Eihi Shiina), una solitària amb problemes que és molt hàbil per despatxar els enginyers. A més d'ajudar la policia, busca l'assassí del seu pare, un antic oficial que va ser assassinat a plena llum del dia per un misteriós assassí. La Ruka aviat rep un nou cas per caçar l'home clau, però una vegada que es troba amb ell, ell l'infecta introduint un tumor en forma de clau a l'avantbraç esquerre amb cicatrius abans de desaparèixer. Mentrestant, el cap de policia (Yukihide Benny) s'infecta mentre visita un club de striptease amb diversos enginyers com a ballarins, i massacra el recinte principal, provocant que el comissari de policia de Tòquio (Shun Sugata) ordeni una repressió d’enginyers a tota la ciutat: executar indiscriminadament qualsevol persona sospitosa de ser-ho.
Mentre continua la seva investigació, Ruka s'assabenta que l'home clau era originalment un científic anomenat Akino Miyama, i visita la seva casa, on revela la veritat sobre el seu passat: el seu pare era un franctirador de la policia que es va veure obligat a dimitir després d'una operació fallida. Desesperat per mantenir la seva família fora de la pobresa, se li va pagar per assassinar el pare de Ruka, que liderava una manifestació contra la privatització de la policia. Però poc després d'haver abatut el pare de la Ruka davant els seus ulls, el comissari de policia, l'autèntic cervell de l'assassinat, va ser assassinat davant de Miyama. Enfurismat i decidit a venjar la mort del seu pare, es va injectar l'ADN de diversos criminals infames, mutant-lo en la seva forma actual. Després d'adonar-se que ella i l'home clau estan buscant venjança del mateix home, la Ruka el talla per la meitat amb la seva katana abans de tornar al recinte. En el seu camí, veu com la policia brutalitza civils acusats de ser enginyers. Quan la seva amiga, la propietària d'un bar local (Ikuko Sawada), és penjada i esquarterada, el braç esquerre de la Ruka muta en un cap alienígena amb urpes afilades abans de decapitar els oficials que hi ha darrere del execució. Durant l’aldarull, un dels agents li dispara a l'ull dret, però el seu cos el substitueix ràpidament per un ull cibernètic. S'enfronta al comissari de policia, que admet l'assassinat del seu pare, però explica que en conèixer l'home clau i els enginyers, la va criar per convertir-se en la perfecta caçadora d'enginyers com a forma d'expiació. Després d'una esgotadora lluita d'espases, Ruka desmembra i finalment decapita el comissari, fent caure el seu regnat a la policia.
Durant els crèdits finals, es revela que l'home clau encara és viu, després d'haver-se recuperat en una peça amb l'ajuda d'un dels seus subjectes de prova.

## Repartiment
- Eihi Shiina com a Ruka
- Itsuji Itao com Akino Miyama/The Key Man
- Yukihide Benny com a oficial en cap de la policia de Tòquio
- Jiji Buu com Barabara-Man
- Ikuko Sawada com a propietari independent del bar
- Shun Sugata com a comissari general de la policia de Tòquio
- Tak Sakaguchi com a Koji Tenaka
- Keisuke Horibe com el pare de Ruka
- Shōko Nakahara com a propietari del club de prostitutes
- Cirera Kirishima
- Mame Yamada
- Casar-se amb Machida
- Maiko Asano
- Ayano Yamamoto
- Tsugumi Nagasawa com a noia cocodril
- Cay Izumi com a gosset
- Sayako Nakoshi com a noia caragol
- Moko Kinoshita

## Producció
Mentre treballava en efectes especials per a The Machine Girl de Noboru Iguchi, Media Blasters li va preguntar a Yoshihiro Nishimura si volia fer una altra pel·lícula. Nishimura va decidir fer Tokyo Gore Police, un remake d'una pel·lícula independent que va fer molts anys abans anomenada Anatomia Extinction i que va rebre el premi especial del jurat al concurs Off Theatre. al Festival Internacional de Cinema Fantàstic de Yubari de 1995. Rodada i completada en només dues setmanes, Tokyo Gore Police seria la primera pel·lícula comercial de Nishumura.
El coreògraf de lluita de la pel·lícula va ser Taku Sakaguchi amb qui Nishimura ha treballat anteriorment a la pel·lícula Meatball Machine. Les escenes còmiques però satíriques de l'anunci de televisió de la pel·lícula van ser filmades per Noboru Iguchi i Yūdai Yamaguchi. Yamaguchi va suggerir això per aportar un sabor diferent a la pel·lícula per equilibrar la resta del to més fosc de la pel·lícula.

## Estrena
Tokyo Gore Police es va estrenar en diversos festivals de cinema abans d'estrenar-se al Japó. La pel·lícula es va estrenar a Amèrica del Nord al Festival de Cinema Asiàtic de Nova York el 21 de juny de 2008. La pel·lícula es va estrenar al Canadà al FanTasia el 12 de juliol de 2008. La pel·lícula va tenir l'estrena asiàtica al Festival Internacional de Cinema Fantàstic de Puchon el juliol de 2008.
Va guanyar el premi a la millor pel·lícula i als millors efectes especials al Buenos Aires Rojo Sangre del 2008.
Un DVD Regió 1 de la pel·lícula va ser llançat el 13 de gener de 2009 per Tokyo Shock El 13 d'abril de 2009 4Digital Media va publicar un DVD de la regió 2 de la pel·lícula.
S'ha anunciat una preqüela directe al vídeo per al seu llançament al Japó.

## Recepció crítica
Tokyo Gore Police va ser ben rebut per la crítica nord-americana en el seu llançament original. El lloc web de classificació de pel·lícules Rotten Tomatoes va informar d'una puntuació del 82% "Fresca" i una valoració mitjana de 6 sobre 10, basada en una mostra d'onze ressenyes. Brian Chen va valorar Police amb una puntuació de 3,5/5. Comenta: "No és una pel·lícula horrible; no és una gran pel·lícula; és tot el que intenta ser: perversa, grotesca, estrany,a i una mica més." V.A. Musetto del New York Post va donar a la pel·lícula tres estrelles de quatre qualificant-la de "boníssima". Michael Esposito del Chicago Tribune va donar a la pel·lícula tres estrelles assenyalant que la pel·lícula era "malalta, retorçada i sagnant, però sorprenentment divertida d'una manera fantàstica per a nois adolescents: a Beavis and Butt-head els encantaria."
Russel Edwards de Variety va afirmar: "Com la recent "Machine Girl" de Tokyo Shock, per a la qual Helmer va proporcionar efectes gore, [la] pel·lícu [la] existirà de manera fugaç a les barres laterals de mitjanit a les festes i molt més temps als complements de fanboy". Edwards també va dir que Tokyo Gore Police tenia "ocasionalment moments enginyosos, però el catàleg implacable de mutilacions no té el poder emocional d'un efecte similar a les fotos de: per exemple, el company gorehound japonès Shinya Tsukomoto[sic]."